# Indianola (Nebraska)
Indianola is een plaats (city) in de Amerikaanse staat Nebraska, en valt bestuurlijk gezien onder Red Willow County.

## Demografie
Bij de volkstelling in 2000 werd het aantal inwoners vastgesteld op 642. In 2006 is het aantal inwoners door het United States Census Bureau geschat op 600, een daling van 42 (-6,5%).

## Geografie
Volgens het United States Census Bureau beslaat de plaats een oppervlakte van 3,2 km², geheel bestaande uit land. Indianola ligt op ongeveer 735 m boven zeeniveau.

## Plaatsen in de nabije omgeving
De onderstaande figuur toont nabijgelegen plaatsen in een straal van 24 km rond Indianola.